# Мортен Гаркет
Мортен Гаркет (норв. Morten Harket; * 14 вересня 1959, Конгсберг, Норвегія) — вокаліст норвезької поп-групи A-ha, що випустила дев’ять студійних альбомів та посіла перші сходинки чартів у багатьох країнах після хіта «Take on Me» у 1985.
Володіє унікальним голосом діапазоном у п’ять октав і світовим рекордом тривалості однієї ноти серед вокалістів-чоловіків у поп-музиці (20,2 с).

## Біографія
Син Генні та Рейдара Гаркетів, брат Х’єтіля, Гокона та Інгунна, Мортен виріс у місті Аскер. Його ранні музичні уподобання: Uriah Heep, Queen, Джонні Кеш, Девід Боуї та Пітер Ґебріел. До приєднання до «a-ha» у 1982 році, Мортен з’явився на клубній сцені Осло як співак блюзового ансамблю «Souldier Blue».
Після розпаду групи А-ha в 1993 році Мортен зайнявся сольною кар’єрою, випустив три альбоми. Два з них були норвезькою мовою, а «Дике сім’я» англ. «Wild Seed» (1995) став успішнішим через те, що пісні були англійською мовою. Мортен працював з Говаром Ремом (норв. Håvard Rem), норвезьким поетом, який написав більшість пісень. Пісні «Різдвяна листівка» (англ. «A Kind of Christmas Card» та «Іспанські сходи» (англ. «Spanish Steps») були найуспішнішими. Інші були також легкі, прості пісні, або глибокі, як, наприклад, «Східний Тимор» (англ. «East Timor», і «Мелодія Бродського» англ. «Brodsky Tune».
Володіє унікальним голосом діапазоном у п’ять октав і світовим рекордом тривалості однієї ноти серед вокалістів-чоловіків у поп-музиці (20,2 секунди у пісні «Літо минуло» англ. «Summer Moved On», 2000).
15 жовтня 2009 року a-ha офіційно оголосили про плановий розпад гурту після закінчення гастрольного турне «Ending on a high note» (укр. «Прощання на високій ноті») у грудні 2010 року 1, 2, 3 числа в Осло
14 червня 2010 року гурт представив прощальний сингл «Butterfly, Butterfly (The Last Hurrah)», який увійде до альбому «25 (компіляція найкращих пісень)». Реліз альбому відбувся 19 липня, він вийшов одразу на двох дисках.
Під час прощального туру a-ha виступили зокрема в Києві 4 листопада 2010 року в Міжнародному виставковому центрі. Першою музиканти виконали пісню «The Sun Always Shines On T.V.», заключною стала «The Living Daylights», а наостанок як бонус прозвучала «Take On Me».
04 червня 2025 року Мортен Гаркет розкрив свою хворобу через офіційний сайт. "У мене немає проблем із прийняттям діагнозу...". У червні 2024 року Мортену було проведено нейрохірургічну процедуру, під час якої глибоко в ліву частину мозку було імплантовано електроди, для зменшення впливу хвороби Паркінсона. У грудні 2024 року йому було проведено аналогічну процедуру на правій стороні мозку, яка також була успішною.

## Дискографія

### a-ha
| Рік  | Назва                             | Лейбл                 |
| ---- | --------------------------------- | --------------------- |
| 1985 | Hunting High and Low              | Warner Bros. Records  |
| 1986 | Scoundrel Days                    | Warner Bros. Records  |
| 1988 | Stay on These Roads               | Warner Bros. Records  |
| 1990 | East of the Sun, West of the Moon | Warner Bros. Records  |
| 1993 | Memorial Beach                    | Warner Bros. Records  |
| 2000 | Minor Earth Major Sky             | Warner Bros. Records  |
| 2002 | Lifelines                         | Warner Bros. Records  |
| 2005 | Analogue                          | Universal Music Group |
| 2009 | Foot of the Mountain              | Universal Music Group |
| 2015 | Cast in Steel                     |                       |

### Сольна дискографія
Альбоми
- Poetenes Evangelium (укр. «Євангеліє поета», 9 листопада, 1993)
- Wild Seed (укр. «Дике насіння», 4 вересня 1995); містить пісню East Timor, укр. «Східний Тимор»)
- Vogts Villa (укр. «Дім колискової», 25 листопада 1996)

Сингли
- «A Kind of Christmas Card» (7 серпня, 1995)
- «Spanish Steps» (19 лютого 1996)
- «Los Angeles» (11 березня 1996) — випущено лише у Норвегії
- «Heaven's Not For Saints» (27 травня 1996)
- «Tilbake Til Livet» (1 листопада, 1996) — випущено лише у Норвегії як промо для радіо
- «Herre I Drømmen» (24 грудня 1996) — випущено лише у Норвегії як промо для радіо
- «Jungle of Beliefs» (Березень 1999) — випущено лише у Швеції як промо
- «A Jester In Our Town» (1999) — випущено лише у Норвегії як промо

Саундтреки
- Пісня «Kamilla & Tyven» для однойменного фільму (1989) (перекладається українською як «Камілла та крадій»).
- Пісня «Can't Take My Eyes Off You» для фільму Coneheads (1993)
- Пісня " A Jester in Town " саундтрек до фільму Sophie's World

Інше
- Офіційна пісня Unicef «Children First», яку він заспівав разом із новозеландською співачкою Хейлі Вестенра (Hayley Westenra), у м. Копенгаген, Данія на ювілеї Ганса Крістіана Андерсена 2005. Однак, Мортен не заспівав її на офіційну диску Unicef.
- На правах ведучого Євробачення Eurovision Song Contest 1996, яке відбувалося в Осло, Норвегія, виконав пісню Heaven's Not For Saints.

## Фільми
- Kamilla & Tyven (1988) (українською перекладається як «Камілла та злодій»).
- Kamilla & Tyven II (1989) (українською перекладається як «Камілла та злодій»).